# Toni Lang
Toni Lang (22 aprile 1982) è un ex sciatore nordico tedesco attivo sia nello sci di fondo sia nel biathlon.
È marito della biatleta Kathrin Hitzer, a sua volta sciatrice nordica di alto livello.

## Biografia
In Coppa del Mondo di sci di fondo esordì il 27 dicembre 2001 a Garmisch-Partenkirchen (34°) e ottenne l'unico podio il 24 ottobre 2004 a Düsseldorf (3°). Dal 2006 si dedicò al biathlon; in Coppa del Mondo di biathlon esordì il 15 marzo 2008 a Oslo Holmenkollen (32°) e ottenne il primo podio l'8 gennaio 2009 a Oberhof (2°). Non partecipò né a rassegne olimpiche né iridate.

## Palmarès

### Sci di fondo

#### Coppa del Mondo
- Miglior piazzamento in classifica generale: 92º nel 2004
- 1 podio (a squadre):
  - 1 terzo posto

### Biathlon

#### Coppa del Mondo
- Miglior piazzamento in classifica generale: 65º nel 2009
- 2 podi (entrambi a squadre[2]):
  - 2 secondi posti